# Patrick Mabedi
Patrick Mabedi (ur. 5 listopada 1973 w Blantyre) – malawijski piłkarz występujący na pozycji obrońcy, reprezentant kraju.

## Kariera piłkarska
Patrick Mabedi do 1998 występował w rodzinnym klubie Big Bullets. Następnie przeniósł się do południowoafrykańskiego Kaizer Chiefs, z którym odnosił największe sukcesy w swojej karierze m.in.: dwukrotne mistrzostwo RPA (2004, 2005), Afrykański Puchar Zdobywców Pucharów: 2001. W zespole występował do 2006 roku. Za swoje zasługi dla tego klubu został uhonorowany Nagrodą Prezesa w 2013 roku. Potem przeniósł się do Moroka Swallows, gdzie w 2008 roku zakończył karierę piłkarską.
Obecnie jest asystentem trenera reprezentacji Malawi.

### Reprezentacja Malawi
Patrick Mabedi w reprezentacji Malawi w latach 2000-2004 rozegrał 21 meczów i strzelił 5 goli. Zdobył wraz z nią dwukrotnie Puchar COSAFA (2002, 2003).
| Reprezentacja narodowa | Rok     | Występy | Gole |
| ---------------------- | ------- | ------- | ---- |
| Malawi                 |         |         |      |
| 2000                   | 5       | 1       |      |
| 2001                   | 4       | 0       |      |
| 2002                   | 1       | 1       |      |
| 2003                   | 5       | 3       |      |
| 2004                   | 6       | 0       |      |
| Łącznie                | Łącznie | 21      | 5    |

## Sukcesy

### Kaizer Chiefs
- Mistrz RPA: 2004, 2005
- MTN 8: 2001, 2006
- Coca Cola Cup: 2001, 2003, 2004
- Nedbank Cup: 2000, 2006
- Telkom Charity Cup: 2002, 2003
- Afrykański Puchar Zdobywców Pucharów: 2001
- Vodacom Challenge: 2000, 2001, 2003, 2005

### Reprezentacja
- Finalista Pucharu COSAFA: 2002, 2003